# 茱莉婭·巴謝-維格
茱莉婭·巴謝-維格（挪威語：Julia Bache-Wiig，1984年8月18日—）是一位挪威女演員。於松恩-菲尤拉訥郡居倫埃伊溫德維克（Eivindvik）出生，而現時則在北歐舞台和錄音室學院（Nordisk Institutt for Scene og Studio）學習演藝。
茱莉婭曾在挪威廣播公司「全部中最強」（挪威語：Størst av alt）電視連續劇中飾演一位名叫弗里達（挪威語：Frida）的17歲少女。另外，她也曾在電影「馬克斯·馬努斯」（Max Manus）中飾演一位名叫莉芙（Liv）的護士，該角色不但會在醫院照顧著由阿克塞爾·亨尼厄（Aksel Hennie）飾演的馬克斯·馬努斯，隨後更會協助馬努斯逃脫。此外，她亦曾在2011年接拍在特羅姆瑟霍洛加蘭（Hålogaland）劇院上演的舞台劇「Knutby」。

## 電影或電視角色
- 2006年：「Hjerteklipp」– Eva
- 2007年：「Størst av alt」– Frida Røst Halvorsen
- 2008年：「Max Manus」– 護士 Liv
- 2010年：「En ganske snill mann」– Silje
- 2011年：「艾瑪好色」– Maria
- 2012年：「To liv」– Anne Myrdal

## 舞台劇角色
- 2011年：「Knutby」

## 外部連結
- 茱莉婭·巴謝-維格在互联网电影资料库（IMDb）上的資料（英文）（英文）
- Nordhordland 報紙對茱莉婭·巴謝-維格的介紹 （页面存档备份，存于）（挪威文）